# Liptovská Osada
Liptovská Osada este o comună slovacă, aflată în districtul Ružomberok din regiunea Žilina. Localitatea se află la altitudinea de 609 m deasupra n.m., se întinde pe o suprafață de 50,2 km2 și în 2017 număra 1.632 de locuitori. Se învecinează cu comuna Liptovská Lúžna.

## Istoric
Localitatea Liptovská Osada este atestată documentar din 1288.

## Demografie
| An:                | 1994 | 2004   | 2014   | 2024   |
| ------------------ | ---- | ------ | ------ | ------ |
| Număr de persoane: | 1715 | 1617   | 1651   | 1564   |
| Diferență:         |      | −5,71% | +2,10% | −5,26% |

| An:                | 2023 | 2024   |
| ------------------ | ---- | ------ |
| Număr de persoane: | 1573 | 1564   |
| Diferență:         |      | −0,57% |